# Nguyễn Đắc Hoan
Nguyễn Đắc Hoan (sinh năm 1965) là giáo sư ngành Khoa học an ninh, tiến sĩ, tướng lĩnh Công an nhân dân Việt Nam hàm Thiếu tướng. Ông hiện giữ chức vụ Phó Giám đốc Học viện Cảnh sát nhân dân.

## Tiểu sử
Nguyễn Đắc Hoan sinh ngày 20 tháng 10 năm 1965, quê quán tại huyện Nam Đàn, tỉnh Nghệ An.
Ông bắt đầu công tác ở công an tỉnh Nghệ An.
Nguyễn Đắc Hoan là học viên khóa D12 (1987-1992), Đại học Cảnh sát nhân dân (nay là Học viện Cảnh sát nhân dân).
Năm 1992, ông đi du học tại Nga, sau đó về công tác tại Đại học Cảnh sát nhân dân.
Từ năm 1997 đến năm 2001, ông tiếp tục du học, làm nghiên cứu sinh tại Nga.
Ông từng giữ các chức vụ: Trưởng Khoa Luật, Trưởng khoa Cảnh sát kinh tế, Phó Viện trưởng Viện Khoa học Cảnh sát - Học viện Cảnh sát nhân dân.
Năm 2012, khi đang mang quân hàm thượng tá, giữ chức vụ Trưởng khoa Cảnh sát kinh tế Học viện Cảnh sát nhân dân, Nguyễn Đắc Hoan được Hội đồng chức danh nhà nước Việt Nam phong học hàm Phó giáo sư ngành Khoa học an ninh. Cùng đợt này, Học viện cảnh sát nhân dân còn có ba người khác được phong phó giáo sư là Thượng tá Bùi Minh Trung, Phó trưởng Khoa Cảnh sát phòng chống tội phạm ma túy, Trung tá Hoàng Đình Ban, Phó trưởng Khoa Cảnh sát giao thông, và Thượng tá Đỗ Văn Thọ, Phó trưởng Bộ môn Tâm lý.
Ngày 14 tháng 11 năm 2016, phó giáo sư, tiến sĩ, Đại tá Nguyễn Đắc Hoan được trao quyết định bổ nhiệm giữ chức vụ Phó Giám đốc Học viện Cảnh sát nhân dân.
Ngày 5 tháng 4 năm 2018, Trung tướng Nguyễn Xuân Yêm, Giám đốc Học viện cảnh sát nhân dân, đã kí quyết định bổ nhiệm chức danh Giáo sư ngành khoa học an ninh đối với 3 người đang công tác tại học viện này, trong đó có Nguyễn Đắc Hoan. Hai người còn lại là Phạm Ngọc Hà (SN 1956, quê ở huyện Hưng Hà, tỉnh Thái Bình) và Bùi Minh Thanh (SN 1959, quê Kiến Xương, Thái Bình)
Năm 2019 (trước tháng 5), ông được thăng quân hàm Thiếu tướng Công an nhân dân Việt Nam.

## Lịch sử thụ phong quân hàm
| Năm thụ phong | –      | 2019        |
| ------------- | ------ | ----------- |
| Quân hàm      |        |             |
| Cấp bậc       | Đại tá | Thiếu tướng |